# Pseudosuberites digitatus
Pseudosuberites digitatus är en svampdjursart som först beskrevs av Thiele 1905.  Pseudosuberites digitatus ingår i släktet Pseudosuberites och familjen Suberitidae. Inga underarter finns listade i Catalogue of Life.